# Kingston Blount
Kingston Blount är en ort i Storbritannien.   Den ligger i grevskapet Oxfordshire och riksdelen England, i den södra delen av landet, 60 km väster om huvudstaden London. Kingston Blount ligger 121 meter över havet och antalet invånare är 440.
Terrängen runt Kingston Blount är huvudsakligen platt, men den allra närmaste omgivningen är kuperad. Runt Kingston Blount är det tätbefolkat, med 511 invånare per kvadratkilometer. Närmaste större samhälle är High Wycombe, 14,2 km sydost om Kingston Blount. Trakten runt Kingston Blount består till största delen av jordbruksmark.